# یاسر لاروچی
یاسر لاروچی (عربی: ياسر لعروسي؛ زادهٔ ۱ ژانویهٔ ۲۰۰۱) بازیکن فوتبال اهل الجزایر است.
از باشگاه‌هایی که در آن بازی کرده‌است می‌توان به باشگاه فوتبال لیورپول اشاره کرد.
وی همچنین در تیم ملی فوتبال زیر ۲۱ سال فرانسه بازی کرده‌است.